# Chiloglanis mbozi
Chiloglanis mbozi é uma espécie de peixe da família Mochokidae.
É endémica de Tanzânia.
Os seus habitats naturais são: áreas húmidas dominadas por vegetação arbustiva e pântanos.
Está ameaçada por perda de habitat.